# Thomas Meehan III
Cet article concerne l'officier américain de la seconde guerre mondiale. Pour le scénariste et acteur américain, voir Thomas Meehan.
Pour les articles homonymes, voir Meehan.
Thomas Meehan III (8 juillet 1921 à Philadelphie - 6 juin 1944 à Beuzeville-au-Plain) est un officier de l'US Army. Engagé dans la 101e division aéroportée, il est affecté au 506e régiment d'infanterie parachutée et meurt prématurément en Normandie lors de l'opération Overlord.

## Biographie

### Avant-guerre
Thomas Meehan III naît le 8 juillet 1921 au sein d'une famille aisée de Philadelphie en Pennsylvanie où il effectue ses études secondaires dans le quartier de Germantown. Doué pour le dessin et les arts, il intègre le Pennsylvania Museum and School of Industrial Art en vue de devenir artiste professionnel. Mais le déclenchement de la Seconde Guerre mondiale met fin à ce projet. Le 16 mars 1941, il décide de s'engager dans l'armée.

### Seconde Guerre mondiale
Excellent cavalier, Meehan est volontaire pour servir dans la cavalerie des États-Unis qui à ce moment-là utilise encore des chevaux. Cependant, affecté à une compagnie de blindés, il apprécie peu cette arme et demande à faire partie des troupes aéroportées. Il est alors muté au sein du 506e régiment d'infanterie parachutée où il est affecté à la Baker Company du 1er bataillon. Projeté en Angleterre en vue de l'invasion de l'Europe, Thomas Meehan, promu premier-lieutenant, est appelé à prendre le commandement de la Easy Company du 2e bataillon à la suite de l'éviction du capitaine Sobel qui la dirigeait jusqu'alors. Il poursuit alors l'entraînement de cette unité jusqu'au jour J. Le 5 juin 1944, il prend place à bord d'un des Douglas C-47 Skytrain emportant les parachutistes américains vers la Normandie. Après la traversée de la Manche, l'avion se trouve dans le ciel du Cotentin, mais avant que les hommes n'aient le temps de sauter, l'avion est touché par la flak. L'appareil s'écrase dans un champ près du village de Beuzeville-au-Plain, tuant tous ses occupants. Après avoir éteint l'incendie, les habitants du village enterrent les restes des soldats américains dans un cimetière de Sainte-Mère-Église. Le 27 mars 1951, le corps de Thomas Meehan est exhumé et transféré aux États-Unis où il est réinhumé au cimetière national du Jefferson Barracks Military Post à Lemay (en) dans le Missouri.

## Décorations
|  |  |  |
|  |  |  |
|  |  |  |

| Purple Heart                      | Purple Heart | American Campaign Medal | American Campaign Medal | European-African-Middle Eastern Campaign Medal | European-African-Middle Eastern Campaign Medal |
| World War II Victory Medal        |              |                         |                         |                                                |                                                |
| Parachutist Badge Avec une étoile |              |                         |                         |                                                |                                                |

## Hommages

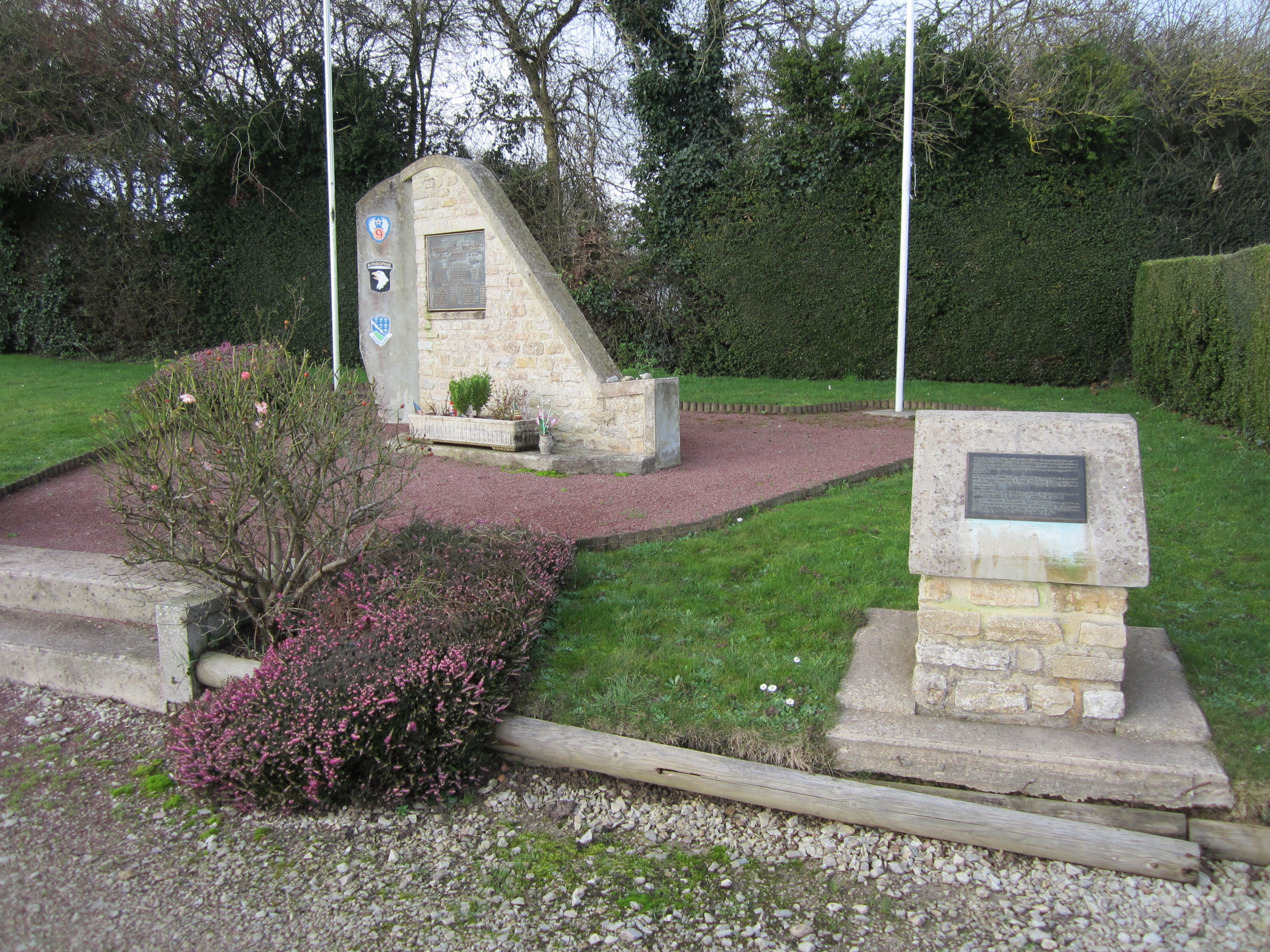
Le monument de Beuzeville-au-Plain.

- Thomas Meehan III est brièvement représenté dans la série Band of Brothers où il est interprété par Jason O'Mara. Le crash de son avion est mis en scène dans l'épisode 2 : Jour J.
- Le 6 juin 2000 a été inauguré un monument commémoratif à Beuzeville-au-Plain sur lequel figure le nom de Thomas Meehan ainsi que tous les hommes morts dans le crash[4].
- Son nom est également inscrit sur le monument érigé en l'honneur de la Easy Company à proximité du manoir de Brécourt, sur la commune de Sainte-Marie-du-Mont.